# Usurbil
Usurbil (em basco e oficialmente) ou Usúrbil (em castelhano) é um município da Espanha, na província de Guipúscoa, no País Basco. Tem 25,64 km² de área e em 2021 tinha 6 132 habitantes (densidade: 239,2 hab./km²). Limita com os municípios de San Sebastián, Orio, Aia e Lasarte-Oria.